# Pipes et vase à boire, dit aussi La Tabagie
Pipes et vase à boire, dit aussi La Tabagie est une peinture à l'huile sur toile réalisée vers 1737 par le peintre français Jean Siméon Chardin, et conservée au musée du Louvre à Paris.

## Historique
L'historique de cette œuvre n'est pas connu avant qu'elle ne soit mentionnée pour la première fois dans une vente de 1853. Elle appartenait à la Collection Laurent Laperlier (1805-1878), un des principaux collectionneurs de Chardin du XIXe siècle. Elle est acquise par Le Louvre en 1867 à la vente publique Laperlier en même temps que La Pourvoyeuse et Le Plateau de pêches.

## Description
Un item de l'inventaire après décès en 1737 de Marguerite Saintard, première femme du peintre, en fournit presque tout le descriptif : « Une tabagie de bois de palissandre fermant à clef et main d'acier, doublée en dedans de satin bleu, garnie de deux petits gobelets, un petit entonnoir, un petit porte bougie et un éteignoir [...], un briquet, quatre petits tuyaux de pipe, deux petites palettes, le tout d'argent, deux flacons de cristal garnis chacun de sa calotte et de sa chaîne d'argent, deux pots de porcelaine de couleur, prisé le tout ensemble comme bijou, vingt-cinq livres. »

## Analyse
Chardin a un besoin essentiel, viscéral, d'une immédiateté avec son sujet. Peintre le moins frivole de son temps, il convertit, dans un présent perpétuel, la trivialité de cette énumération en une résolution de l'antinomie séculaire entre le réel et l'idéal. Cette eurythmie entre la substance physique des choses, la « phénoménalité » des philosophes, et l'abstraction de l'idée est à la fois audacieuse et rassénérant.

## Exposition
Cette peinture est exposée dans le cadre de l'exposition Les Choses. Une histoire de la nature morte au musée du Louvre du 12 octobre 2022 au 23 janvier 2023, parmi les œuvres de l'espace nommé « Tout reclasser ».